# Granica azersko-rosyjska
Granica azersko-rosyjska – granica międzypaństwowa dzieląca terytoria Azerbejdżanu i Rosji, ciągnąca się na długości 284 km.
Początek granicy to trójstyk granic Gruzji, Rosji (Dagestan) i Azerbejdżanu w górach Wielkiego Kaukazu. Następnie granica biegnie w kierunku południowo-wschodnimi szczytami Wielkiego Kaukazu, m.in. przez Guton (3648 m n.p.m.) i Bazardüzü (4466 m n.p.m.), dochodzi do rzeki Samur i biegnie korytem tej rzeki do jej ujścia do Morza Kaspijskiego na północ od azerskiej miejscowości Yalama.
Granica powstała po proklamowaniu niepodległości przez Azerbejdżan w 1991 roku. Przebieg obecnej granicy pokrywa się z  granicą Azerbejdżanskiej SRR i Rosyjskiej FSRR (Dagestańskiej ASRR) z lat 1921–1991.